# Armstrong Siddeley Cheetah
Armstrong Siddeley Cheetah — британский поршневой 7-цилиндровый авиадвигатель воздушного охлаждения, разработанный в 1935 году. Ранние варианты известны также как Lynx Major.
Двигатель Cheetah был разработан на основе более ранней модели Lynx, с сохранением той же длины хода поршня, но с цилиндрами увеличенного диаметра от мотора Panther. Особенностью ранних модификаций был прямой привод; позже появились редукторы с различным передаточным числом. На более поздних моделях также устанавливались нагнетатели, как редукторные, так и с прямым приводом от коленчатого вала.
Использовался на многих учебных самолётах периода Второй мировой войны, большая часть выпущенных была установлена на многоцелевых Avro Anson и Airspeed Oxford.
Первый двигатель подобного типа, на котором был достигнут межремонтный интервал в 1200 часов.
Количество выпущенных с 1935 по 1948 годы моторов Cheetah составило около 32700 штук.

## Модификации

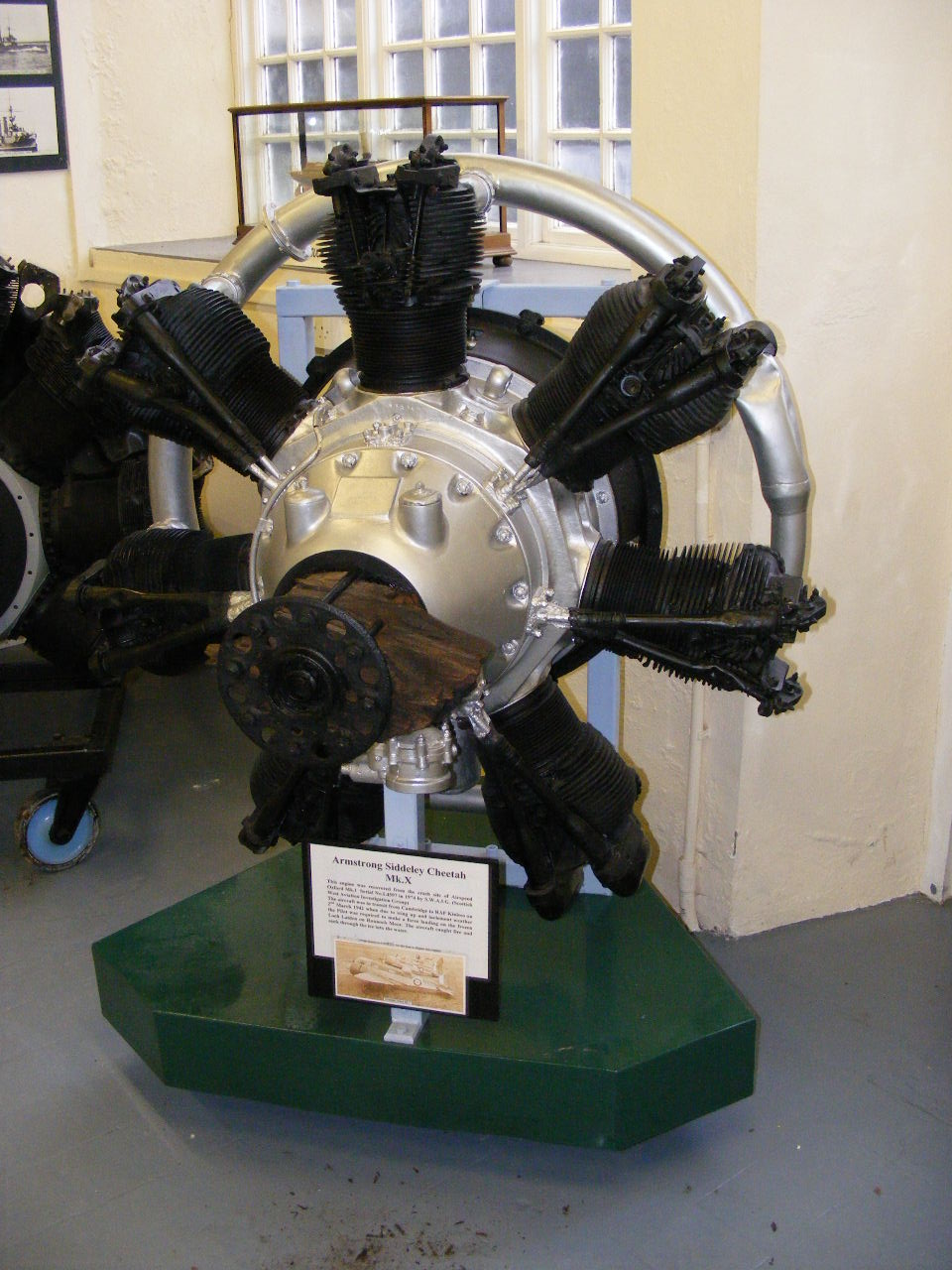
Сохранившийся AS Cheetah X

По материалам: LumsdenПримечание:
Lynx V (Lynx Major)
1930, 230 л.с. (171 кВт).
Cheetah V
1935, 270 л.с. (201 кВт) на 2,100 об/мин.
Cheetah VA
1935, 285 л.с. (212 кВт) на 2,425 об/мин.
Cheetah VI
1935, 307 л.с. (229 кВт) на 2,425 об/мин.
Cheetah VIA
1936, аналогичен Mk VI, но с цилиндрами от Mk IX.
Cheetah IX
1937, 345 л.с. (257 кВт) на 2,425 об/мин.
Cheetah X
1938, 375 л.с. (280 кВт) на 2,300 об/мин.
Cheetah XI
345 л.с. (257 кВт) на 2,425 об/мин, вариант Cheetah X с редуктором.
Cheetah XII
Сходный с Mk X вариант для мишеней.
Cheetah XV
420 hp (313 кВт) на 2,425 об/мин.
Cheetah XVII
1948, 385 л.с. (287 кВт) на 2,425 об/мин.
Cheetah XVIII
385 л.с. (287 кВт) на 2,425 об/мин. Спортивный карбюратор.
Cheetah XIX
355 л.с. (265 кВт) at 2,425 об/мин.
Cheetah 25
345 л.с. (257 кВт) на 2,425 об/мин, Cheetah XV доведенный до 475 hp (355 кВт) на 2,700 об/мин, вариант с постоянной скоростью.
Cheetah 26
385 л.с. (287 кВт).
Cheetah 27
1948, 385 л.с. (287 кВт).

## Применение

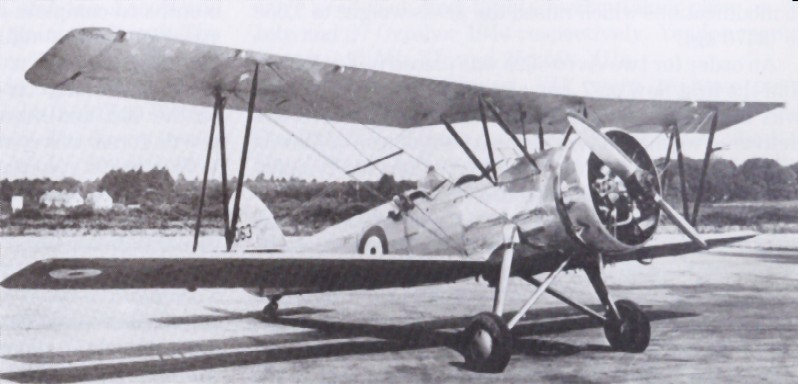
Avro 626 Prefect

- Airspeed Consul
- Airspeed Courier
- Airspeed Envoy
- Airspeed Oxford
- Airspeed Queen Wasp
- Airspeed Viceroy
- Avro 626
- Avro 652
- Avro Anson
- Blackburn Lincock
- Bristol Bulldog
- CASA C-201 Alcotán
- de Havilland Hawk Moth
- Edgar Percival Prospector
- Handley Page H.P.R.2
- Hispano HS-42
- IAe.22 DL
- Kingsford Smith PL.7
- Koolhoven F.K.51
- Marinens Flyvebaatfabrikk M.F.8
- Marinens Flyvebaatfabrikk M.F.10
- Percival Provost (прототип)
- SEA-1
- VEF JDA-10M

## Сохранившиеся двигатели
По состоянию на октябрь 2008 года, имелось по крайней мере 4 двигателя Cheetah, сохранившимся в рабочем состоянии. Два из них (Cheetah XVII) установлены Anson T21, принадлежащем организации Classic Air Force из Ковентри, а два других — на зарегистрированном на компанию BAE Systems самолёте Avro Nineteen, G-AHKX, который преимущественно находится в Олд Уорден, (Бедфордшир) в составе собрания Шаттлуорта.

## Экспозиция в музеях

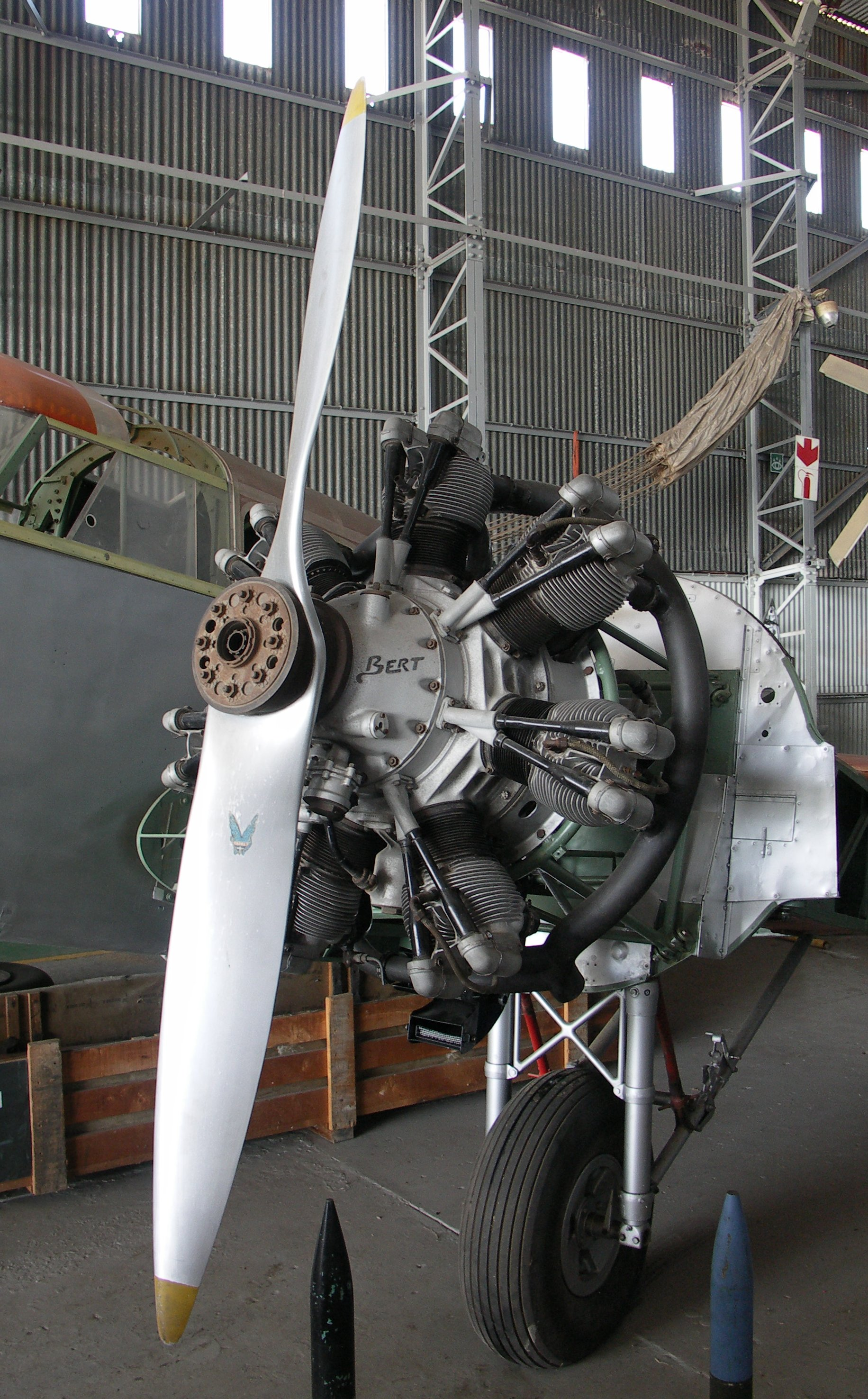
Двигатель Cheetah, установленный на проходящем реставрацию самолёте Airspeed Oxford

Двигатель Armstrong Siddeley Cheetah представлен в экспозициях следующих музеев:

### Британия
- Музей королевских военно-воздушных сил (Косфорд).
- Музей ВВС флота Великобритании (при аэродроме Йовилтон, Сомерсет)
- Музей Бруклендс (Вейбридж, Суррей)

### Мальта
- Авиационный музей Мальты

### Австралия
- Музей авиационного наследия (Западная Австралия)[7]
- Общество реконструкции старинных самолётов Альбион Парк, Новый Южный Уэльс

### ЮАР
- Отделение Музея ВВС ЮАР в Порт-Элизабет

### США
- Военный и военно-воздушный музей Арканзаса (Фейетвилл (Арканзас))